# Могольская дорога
Могольская дорога — дорога между Бафлиазом, городком в округе Пунч, и Шопианом в в Пулваме в Кашмирской долине. Длина дороги 84 км, сейчас она пролегает по союзной территории Джамму и Кашмир, Индия. Она пересекает горы Пир-Панджал, на высоте 3505 м, и это выше, чем Банихалский перевал (2832 м).
Цель дороги — связать Пунч и Раджаури с Сринагаром в Кашмире. Дорога сократила расстояние пути с 588 км до 126 км. Дорога идёт через Буффилиаз, Пошану, Чаттапани, Пир Ки Гали, Алиабад, Зазанар, Дубджан, Хирпора и Шопиан.
Эту дорогу использовали могольские путешественники и завоеватели с 16 века. Эту дорогу использовал Акбар для покорения Кашмира в 1586, и его сын Джахангир умер на этой дороге, около Раджаури, когда возвращался из Кашмира.

## Строительство
Во второй половине 20 века, власти штата решили восстановить старую дорогу, которую стали именовать «Могольская дорога». Цель проекта: создать резервную дорогу от Джамму до Сринагара, на случай вторжения противника.
Проект был утверждён в 2005 году и завершение намечено на 2007 год. Дорога пересекает Хирпорский заказник. У проекта много противников, которые считают, что строительство дороги разрушит среду обитания Мархуров. Также утверждалось, что снегопады сделают эту дорогу непроходимой зимой. Верховный Суд Индии дал разрешение на строительство дороги.
Дорога завершена 4-го декабря 2008, первые легковые автомобили проедут по дороге в 2010 году Вторую линию завершет в Июле 2011.